# 圣雅纳略济贫院

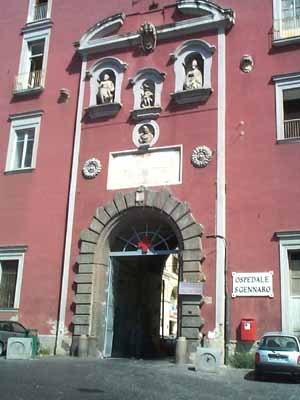
圣雅纳略济贫院

圣雅纳略济贫院（San Gennaro dei Poveri）是意大利那不勒斯历史上第一所济贫院，创建于1667年，以容纳当时该市至少10000名乞丐。
最初此处为火神庙，自第五世纪建立教堂，可通圣雅纳略墓穴。当圣人的遗体被移到贝内文托，教堂荒废。在8世纪，它成为一个本笃会修道院，在15世纪，修道院荒废，在1468年Oliviero Carafa枢机主教利用其作为瘟疫医院。1656年瘟疫后，医院扩大，1669年总督阿拉贡的彼得安东尼将其改为济贫院，并在教堂立面增加圣伯多禄和圣雅纳略像。